# Teres II
Teres II (gr.: Τήρης, Téres) – król trackich Odrysów w latach 347–341 p.n.e. Syn Amadokosa II, króla Odrysów.
Teres II zapewne objął tron po śmierci ojca Amadokosa II. Był wasalem królestwa macedońskiego. Kontrolował tylko centralną część dawnego królestwa Odrysów między rzekami Nestos i Hebros. Pozostałe ziemie były w posiadaniu innych królów. Kersobleptes, jego krewny, rządził na wschód od rzeki Hebros. Ziemie na zachód od rzeki Nestos były zapewne wcielone do Macedonii na początku 347 r.
Wczesną wiosną 342 r. Filip II, król Macedonii, rozpoczął pierwszą kampanię tracką. Celem wojny było ukrócenie napadów króla Kersobleptesa na ziemie miast-państw nad Hellespontem, które graniczyły z Tracją. Po walkach w Epirze latem tego roku, ponownie walczył w Tracji od lipca 342 do kwietnia 341 r. Tracka kampania była skomplikowana, mimo posiadania wielkiej armii. Filip II najpierw podbił „Trację Nadbrzeżną”, potem ziemie koło morza Marmara i Bosforu. W czasie następnej kampanii zdobył dolinę Hebrosu i znalazł się na ziemiach Odrysów i ich sprzymierzeńców. Do wiosny 341 r. przedarł się przez te ziemie w głąb lądu. Wypędził z ziem trackich Teresa II i Kersobleptesa, królów odryskich zapoczątkowując panowanie macedońskie trwające do 330 r. Kampania tracka Filipa trwała również później do r. 340. Macedończyk rozszerzał strefę wpływów na tereny położone na północ od gór Hajmos.